# 2순환로 (광주)
2순환로(二循環路) 또는 제2순환로(第二循環路)는 광주광역시 북구 문흥동 문흥 분기점과 광산구 신창동 산월 나들목을 잇는 광주광역시의 도시고속화도로이다.
기존의 대남대로, 필문대로, 서암대로, 죽봉대로를 묶은 제1순환로가 광주 시내에 위치하고 있다면 2순환로는 광주 외곽으로 이어져 있다. 1992년 10월 1일에 착공되어 1995년 1월 15일 지원 나들목 ~ 효덕 나들목 구간이 가장 먼저 개통되었다. 본래 노선은 지금의 각화대로 구간을 포함해 동광주 나들목에서 시작해 각화 나들목을 거쳐서 입체도로를 건설할 계획이었지만, 입체도로 건설시 발생하게 될 교통체증 우려와 지하차도 건설의 기술적 어려움으로 인해 문흥 분기점을 새로 신설해 이 곳에서 호남고속도로와 접속하는 것으로 계획이 변경되었다. 2009년 12월 17일 문흥 분기점이 개통되면서 전 구간이 완공되었다. 순환도로 구간 중 일부 민간 자본에 의해 건설된 구간이 있어 각 3개 요금소에서 통행료를 징수하고 있다. 2027년에 지산교차로를 넣을 예정이다.
본래 광주광역시에서는 이 도로에 대해 광주광역시도 제77호선이라는 번호를 부여할 계획이었으나 이후 가로에 도로명칭을 표기하게 되면서 계획이 폐기되었다.

## 연혁
- 1992년 10월 1일 : 1구간 첫 착공[2]
- 1995년 1월 : 1구간 동광주 나들목 ~ 각화 나들목 690m 구간 개통[3]
- 1995년 1월 15일 : 2구간 지원 나들목 (당시 명칭 소태 나들목) ~ 효덕 나들목 개통[4]
- 1998년 5월 1일 : 1구간 각화 나들목 ~ 두암 나들목 개통[5]
- 2000년 11월 29일 : 1구간 두암 나들목 ~ 지원 나들목 (소태 나들목) 시험 개통[6]
- 2001년 1월 1일 : 1구간 두암 나들목 ~ 지원 나들목 정식 개통, 통행료 징수 개시
- 2002년 3월 5일 : 3구간 풍암 나들목 ~ 서창 나들목 개통[7]
- 2004년 5월 26일 : 2구간 용산 나들목 개통[8]
- 2004년 10월 15일 : 3구간 효덕 나들목 ~ 풍암 나들목 개통[9]
- 2004년 12월 10일 : 1구간 노선 변경 및 착공 (동광주 나들목 ~ 각화 나들목 → 문흥 분기점 ~ 각화 나들목)[10]
- 2007년 5월 15일 : 4구간 산월 나들목 ~ 서창 나들목 개통[11]
- 2007년 9월 19일 : 1구간 변경 노선 문흥 나들목 ~ 각화 나들목 개통[12]
- 2008년 2월 26일 : 2구간 진월 나들목 개통[13]
- 2009년 7월 27일 : 2개 이상 자치구에 걸쳐있는 도로로 2순환로를 고시[14]
- 2009년 12월 17일 : 1구간 변경 노선 문흥 분기점 ~ 문흥 나들목 개통[15]
- 2016년 7월 1일 : 송암 요금소, 유덕 요금소 하이패스 개통
- 2016년 9월 1일 : 소태 요금소, 학운 나들목 하이패스 개통
- 2025년 3월 31일 : 학운 나들목 하이패스 1차로 개통
- 2027년 : 지산 교차로 개통예정, 오른쪽도로 2차선 이용

## 주요 경유지
광주광역시
- 북구 (문흥동 · 각화동 · 두암동) - 동구 (산수동 · 지산동 · 학동 · 운림동 · 소태동 · 용산동) - 남구 (봉선동 · 진월동 · 송하동 ) - 서구 (풍암동 · 매월동 · 세하동 · 벽진동 · 마륵동 · 치평동 · 덕흥동) - 광산구 (신가동 · 신창동 · 수완동)

## 노선
- 시설물
  - IC : 나들목(Interchange)
  - IS : 평면 교차로(Intersection)
  - BR : 교량(Bridge)
  - TN : 터널(Tunnel)
  - TG : 요금소(Tollgate)
- (■) : 자동차 전용도로 구간

| 종류 | 이름                | 접속 노선                                                    | 소재지     | 소재지                                               | 비고                                      |
| ---- | ------------------- | ------------------------------------------------------------ | ---------- | ---------------------------------------------------- | ----------------------------------------- |
| JC   | 문흥 분기점         | 광주대구고속도로 호남고속도로                                | 광주광역시 | 북구                                                 |                                           |
| BR   | 문흥교              |                                                              | 광주광역시 | 북구                                                 |                                           |
| IC   | 문흥                | 도동로                                                       | 광주광역시 | 북구                                                 | 문흥 방면 진출입만 가능                   |
| TN   | 각화터널            |                                                              | 광주광역시 | 북구                                                 | 연장 120m                                 |
| BR   | 각화1교 문화대교    |                                                              | 광주광역시 | 북구                                                 |                                           |
| IC   | 각화                | 각화대로 군왕로                                              | 광주광역시 | 북구                                                 | 산월 방면 진출 불가 문흥 방면 진입 불가   |
| BR   | 두암교              |                                                              | 광주광역시 | 북구                                                 |                                           |
| IC   | 두암 (장원교)       | 갈마로 진성길                                                | 광주광역시 | 북구                                                 |                                           |
| BR   | 산수교              |                                                              | 광주광역시 | 동구                                                 |                                           |
| TN   | 산수터널            |                                                              | 광주광역시 | 동구                                                 | 산월 방면 연장 565m 문흥 방면 연장 635.5m |
| BR   | 지산교              |                                                              | 광주광역시 | 동구                                                 |                                           |
| TN   | 지산터널            |                                                              | 광주광역시 | 동구                                                 | 연장 730m                                 |
| IC   | 학운 (학운교)       | 의재로                                                       | 광주광역시 | 동구                                                 | 각 램프에 요금소 설치                     |
| TG   | 소태 요금소         |                                                              | 광주광역시 | 동구                                                 | 광주순환도로투자에서 운영                 |
| TN   | 지원터널            |                                                              | 광주광역시 | 동구                                                 | 산월 방면 연장 183m 문흥 방면 연장 192m   |
| BR   | 지원교              |                                                              | 광주광역시 | 동구                                                 |                                           |
| TN   | 소태터널            |                                                              | 광주광역시 | 동구                                                 | 산월 방면 연장 374m 문흥 방면 연장 407m   |
| BR   | 소태교              |                                                              | 광주광역시 | 동구                                                 |                                           |
| IC   | 지원                | 국도 제22호선 국도 제29호선 국가지원지방도 제55호선 (남문로) | 광주광역시 | 동구                                                 | 구 소태 나들목                            |
| IC   | 용산                | 용대로                                                       | 광주광역시 | 동구                                                 |                                           |
| IC   | 진월                | 효우로                                                       | 광주광역시 | 남구                                                 | 산월 방면 진입 불가 문흥 방면 진출 불가   |
| IC   | 효덕                | 국도 제1호선 국가지원지방도 제60호선 (서문대로) 효덕로       | 광주광역시 | 남구                                                 |                                           |
| TN   | 금당산터널          |                                                              | 광주광역시 | 남구                                                 | 산월 방면 연장 651m 문흥 방면 연장 673m   |
| TG   | 송암 요금소         |                                                              | 광주광역시 | 남구                                                 | 광주순환에서 운영                         |
| TN   | 송암터널            |                                                              | 광주광역시 | 남구                                                 | 산월 방면 연장 450m 문흥 방면 연장 362m   |
| TN   | 송암터널            | 서구                                                         | 광주광역시 |                                                      | 산월 방면 연장 450m 문흥 방면 연장 362m   |
| BR   | 운리교              |                                                              | 광주광역시 |                                                      |                                           |
| IC   | 풍암지구 (풍암교)   | 송암로 풍서좌로 회재로                                       | 광주광역시 |                                                      |                                           |
| IC   | 서광주역            | 풍서우로 풍서좌로                                            | 광주광역시 |                                                      |                                           |
| IC   | 벽진 나들목         | 강진광주고속도로                                             | 광주광역시 | 미개통                                               |                                           |
| BR   | 벽진고가교          |                                                              | 광주광역시 |                                                      |                                           |
| IC   | 서창 (서창지하차도) | 국도 제22호선 (상무대로)                                     | 광주광역시 |                                                      |                                           |
| BR   | 상무대교            |                                                              | 광주광역시 |                                                      |                                           |
| IC   | 유덕                | 무진대로                                                     | 광주광역시 | 산월 방면 진출램프, 문흥 방면 진입램프에 요금소 설치 |                                           |
| TG   | 유덕 요금소         |                                                              | 광주광역시 | 광주제2순환도로주식회사에서 운영                     |                                           |
| BR   | 덕흥대교            |                                                              | 광주광역시 |                                                      |                                           |
| BR   | 덕흥대교            | 광산구                                                       | 광주광역시 |                                                      |                                           |
| IC   | 신가                | 하남대로                                                     | 광주광역시 |                                                      |                                           |
| BR   | 신가대교            |                                                              | 광주광역시 |                                                      |                                           |
| TN   | 신가지하차도        |                                                              | 광주광역시 |                                                      |                                           |
| IC   | 신창지하차도        | 장신로                                                       | 광주광역시 |                                                      |                                           |
| IC   | 산월 나들목         | 25호선 호남고속도로 국도 제1호선 (북문대로) 첨단월봉로       | 광주광역시 |                                                      |                                           |

## 통행료
2001년 1월 1일부터 1구간 (두암 나들목 ~ 지원 나들목)에 대해서 통행료를 받기 시작하였으며 2004년 12월 1일부터 3-1구간 (효덕 나들목 ~ 풍암 나들목), 2007년 7월 1일부터 4구간 (서창 나들목 ~ 유덕 나들목)에 대해 통행료 징수가 시작되었다. 그리고 2009년 3월 15일, 2012년 4월 1일에 각각 통행료가 인상되었다.
| 구분    | 구분                                        | 소형  | 중형  | 대형  |
| ------- | ------------------------------------------- | ----- | ----- | ----- |
| 1구간   | 소태 요금소 (두암 나들목 ~ 지원 나들목)     | 1,200 | 2,300 | 2,900 |
| 1구간   | 학운 요금소 (지선)                          | 1,200 | 2,300 | 2,900 |
| 3-1구간 | 송암 요금소 (효덕 나들목 ~ 풍암지구 나들목) | 1,200 | 2,300 | 2,900 |
| 4구간   | 유덕 요금소 (서창 나들목 ~ 신가 나들목)     | 1,200 | 2,300 | 2,900 |
| 4구간   | 유덕 요금소 (서창 나들목 ~ 유덕 나들목)     | 700   | 1,300 | 1,700 |

## 같이 보기
- 광주광역시
- 빛고을대로